# 頑張れ! グムスン
『頑張れ! グムスン』（がんばれグムスン、原題：굳세어라 금순아）は、2002年の韓国映画。ペ・ドゥナ主演のコメディ映画である。日本では劇場未公開で、2006年12月22日にDVDが発売された。

## キャスト
- グムスン：ペ・ドゥナ
- ジュンテ：キム・テウ
- ペクサ：チュ・ヒョン
- コンビニエンスストアの店員：ハン・ジヘ

## スタッフ
- 監督・脚本：ヒョン・ナムソプ
- 撮影：チェ・ヨンファン